# NGC 4602
NGC 4602 este o hi (21cm) source⁠(d) situată în constelația Fecioara. A fost descoperită în 17 aprilie 1784 de către William Herschel. Se află la o distanță de 36,64 de megaparseci de Pământ.